# Шаранович, Виктор Петрович
Шаранович Виктор Петрович (5 января 1932, Ленинград, СССР) — российский советский живописец, член Санкт-Петербургского Союза художников (до 1992 года — Ленинградской организации Союза художников РСФСР).

## Биография
Виктор Петрович Шаранович родился 5 января 1932 года в Ленинграде. В 1948—1955 годах учился в ленинградском Высшем художественно-промышленном училище имени В. И. Мухиной на отделении монументально-декоративной живописи. Занимался у Василия Ушакова, Глеба Савинова, Ивана Степашкина, Кирилла Иогансена, Лии Островой. В 1955 окончил ЛВХПУ, представив дипломную работу — эскиз панно «Школьники-выпускники на Неве» для кинотеатра «Родина» в Ленинграде.
С 1955 года начал участвовать в выставках, экспонируя свои работы вместе с произведениями ведущих мастеров изобразительного искусства Ленинграда. Писал преимущественно пейзажи. В 1960 году был принят в члены Ленинградского Союза художников. В 1955—1957 годах работал художником-реставратором в Государственном Эрмитаже.
Ведущей темой творчества В. П. Шарановича является природа и жизнь северной русской деревни. Как правило, художник пишет свои пейзажи непосредственно с натуры, чаще всего за один сеанс, редко дорабатывая или поправляя что-то в мастерской. Высоко ценя в работах свежесть непосредственного впечатления, Шаранович добивается при этом композиционной целостности создаваемых образов. Большое значение придаёт фактуре холста, использует энергичные акцентированные мазки, меняя способ их наложения, форму, направление в зависимости от характера поставленных задач.
Среди произведений, созданных художником, картины «Берег Шожмы» (1958), «Белая ночь. Фонтанка» (1959), «Порт. Новороссийск» (1960), «Белые ночи» (1961), «Фонтанка» (1964), «Вобла» (1969), «На Ояти» (1971), «Сельцо», «У околицы» (обе 1973), «Апрельское солнце» (1980), «Ячменное поле», «Разлив» (обе 1981), «Хмурый день» (1984), «Апрельский вечер» (1999) и другие.
Произведения В. П. Шарановича находятся в музеях и частных собраниях в России, Финляндии, Норвегии, Японии, Франции и других странах.

## Выставки
- 1958 год (Ленинград): Осенняя выставка произведений ленинградских художников 1958 года.
- 1960 год (Ленинград): Выставка произведений ленинградских художников 1960 года в залах ЛОСХ.
- 1960 год (Ленинград): Выставка произведений ленинградских художников 1960 года в Государственном Русском музее.
- 1961 год (Ленинград): Выставка произведений ленинградских художников 1961 года .
- 1965 год (Ленинград): Весенняя выставка произведений ленинградских художников 1965 года.
- Январь 1992 года (Париж): Выставка «Санкт-Петербургская школа».
- 1997 год (Санкт-Петербург): Выставка «Связь времён. 1932—1997. Художники — члены Санкт-Петербургского Союза художников России. К 65-летию Санкт-Петербургского Союза художников» в ЦВЗ «Манеж».